# Сидзуку
«Сидзуку», яп. しずく, Shizuku (Капля), GCOM-W1 (англ. Global Change Observation Mission — Water 1) — японский спутник дистанционного зондирования Земли. 
Космический аппарат был запущен 18 мая 2012 года и был рассчитан на пятилетний срок работы. В 2017 году JAXA объявило о полной работопригодности «Сидзуку» и продлении срока работы аппарата до исчерпания ресурса спутника. 
В 2013 году команде разработчиков и эксплуатантов «Сидзуку» была вручена японская экологическая премия Nikkei Global Environmental Technology Awards.

## Научные и практические задачи
Спутник позволяет отслеживать важные геофизические параметры, связанные с температурой воды, снега, льда, влажностью и распределением влаги на поверхности Земли — всё это очень важно для понимания климатических изменений на планете. Микроволновой сканирующий радиометр AMSR-2 позволяет измерять различные параметры воды, водяного пара и определять степень влажности поверхности. Наблюдение за содержанием влаги в почве позволяет давать прогнозы, связанные с засухами и урожайностью сельскохозяйственных культур. Данные о температуре воды в океане позволяют определять повышать эффективность рыбных промыслов. После выхода из строя спутника Aqua — «Сидзуку» остался единственным аппаратом, дающим подобную информацию.

## История создания
Космический аппарат «Сидзуку» создавался в рамках проекта GCOM (Global Change Observation Mission) — мониторинг глобальных изменений в атмосфере Земли. Целью проекта является отслеживание глобальных климатических изменений в течение 10-15 лет с помощью космических аппаратов, запускаемых каждые пять лет. GCOM-W1 был первым космическим аппаратом, запущенным в рамках проекта GCOM. Вторым стал «Сикисай», запущенный 23 декабря 2017 года. Исследования по программе GCOM являются вкладом Японии в Международную глобальную систему наблюдения Земли GEOSS (англ. Global Earth Observation System of System).
Работы по спутнику «Сидзуку» начались в 2007 году с началом финансирования проекта: было выделено 200 млн дол. Для снижения затрат было решено использовать приборы и системы, ранее зарекомендовавшие себя в уже реализованных проектах. В частности, основой инструмент, установленный на борту, — AMSR-2 — является усовершенствованным образцом прибора, успешно работавшего на космических аппаратах Мидори-2 и Aqua. Предварительный обзор проекта GCOM-W1 проводился в марте 2008 года, а в декабре 2009 года был завершен этап критической защиты. С 30 июля по 4 августа проводились испытания элементов AMSR-2 на тепловое и световое воздействие в условиях вакуума. 2 октября 2008 года было объявлено об успешном окончании испытаний структурной модели GCOM-W1 на вибростенде — испытания подтвердили устойчивость аппарата к перегрузкам, возникающим при старте ракеты-носителя. 4 августа 2010 года было объявлено об успешном испытании системы раскрытия параболической антенны AMSR-2. 10 августа были успешно проведены испытания механизма движения антенны, которая должна колебаться со скоростью 40 раз в минуту. 26 ноября JAXA сообщило об успешном прохождении тестов на электромагнитную совместимость всего оборудования на борту и микроволнового сканирующего радиометра. Таким образом, в 2010 году спутник был окончательно собран и уже весной 2011 прошёл основные наземные испытания, которые продемонстрировали соответствие расчётным параметрам. 12 января 2012 года в космическом центре Цукуба спутник «Сидзуку» был представлен журналистам.

### Имя космического аппарата
Изначально проект и космический аппарат назывались GCOM-W1 (англ. Global Change Observation Mission — Water 1). 21 сентября 2011 года был объявлен результат конкурса на имя будущего космического аппарата. В конкурсе приняли участие 20 998 предложений. Победило имя яп. しずく (Shizuku, Капля), которое чаще всего связывали с основной задачей проекта — наблюдение за параметрами океана и концентрации влаги в атмосфере и на поверхности земли.

## Запуск на орбиту и функционирование

### Запуск

Изображение миссии, нанесённое на поверхность ракеты-носителя

Запуск спутника был произведён 18 мая 2012 года в 01:39 по Токийскому времени (JST) со стартового комплекса Ёсинобу космического центра Танэгасима. Для запуска была использована ракета-носитель H-IIA в конфигурации 202 — это был двадцать первый запуск этой ракеты-носителя. Кроме «SHIZUKU», в космос запускались корейский спутник Arirang-3 (Kompsat—3) и два японских микроспутника SDS-4 и Horyu-2.
Дата старта была объявлена 21 марта 2012 года: для пуска указывалось окно 18 мая с 01:39 до 01:42 токийского времени. 8 мая все спутники были установлены и закрыты головным обтекателем. Подготовка к запуску проходила по плану. Запуск был произведён в соответствии с расчётной циклограммой 18 мая в 1:39:22 JST. Через 16 минут отделился корейский спутник, а через 22 мин 59 с начался самостоятельный полёт Shizuku. Телеметрию на первом витке принимали норвежские станции: Тролль (Антарктида) и Свальбард (Шпицберген). Особенностью данного запуска был манёвр ракеты-носителя на этапе работы первой ступени. Манёвр совершался для того, что бы обеспечить падение частей носителя в заданные районы. Другой особенностью было продолжение работы второй ступени после отделения полезной нагрузки с целью проведения лётных испытаний модернизированного двигателя и систем подачи топлива. В тот же день JAXA объявило о раскрытии солнечных батарей и антенны AMRS-2. На следующий день завершился этап критических операций и спутник начал плановый переход на рабочую орбиту.

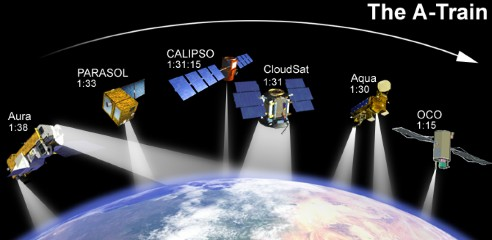
Спутники входящие в орбитальную группировку A-Train

28 мая, после серии коррекций орбиты (27—28 мая, 2—3 и 23—24 июня), «Сидзуку» оказался на рабочей солнечно-синхронной орбите с наклонением 98,19° и высотой 689×710 км с местным временем пересечения экватора в восходящем узле 13:30. Достигнув этого положения, GCOM—W1 оказался в числе космических аппаратов ДЗЗ, составляющих так называемый «дневной орбитальный поезд» (англ. A-Train): Aura, Calipso, Cloudsat и Aqua, использующие различные инструменты для «квазиодновременного» наблюдения Земли. До 2014 года японский аппарат стоял «во главе поезда» (перед Aqua), а затем его место занял спутник OKO-2.

### Функционирование

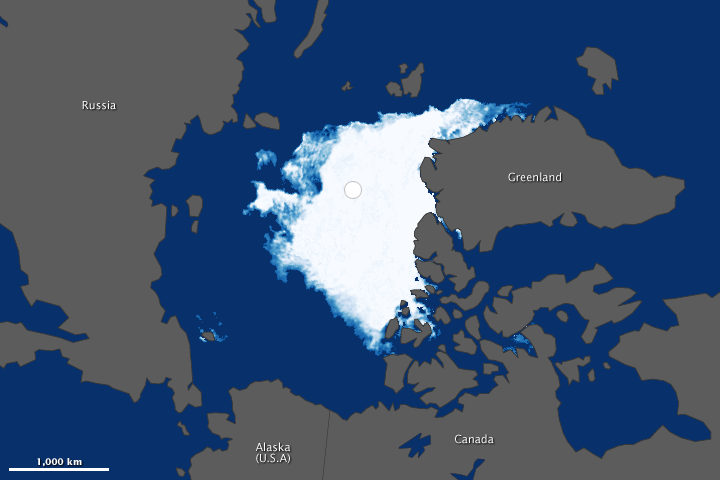
Минимум арктических льдов, зафиксированных 13 сентября 2012 инструментом AMSR-2 на борту «Сидзуку»

4 июля 2012 года Японское космическое агентство представило первые снимки, переданные с борта спутника. 10 августа было объявлено о завершении испытаний оборудования и переходе в рабочий режим. В сентябре был сформирован график представления материалов заинтересованным организациям: с января 2013 года стали предоставляться визуализированные данные температуры, а с мая — геофизические данные. Для этого был запущен специальный сайт gcom-w1.jaxa.jp. В октябре данные, полученные «Сидзуку», стали предоставляться JAMSTEC (Японское агентство по науке и технике в области морской среды), для дальнейшего использования в метеорологических целях. Одновременно началось сотрудничество с Национальным институтом полярных исследований (NiPR): с орбиты предоставлялись данные по ледовой обстановке в Арктике, а данные NiPR о температуре арктических льдов были использованы для калибровки AMSR—2. С 17 мая 2013 года после окончания периода калибровки AMSR—2 JAXA стало предоставлять в обработанном виде восемь типов данных, передаваемых с орбиты. В калибровке принимала участие система океанографических буёв, эксплуатирующаяся Всемирной метеорологической организацией. Среднеквадратичная ошибка измерения температуры океана составила 0,56 °C. 12 сентября был зафиксирован рекорд годового летнего минимума арктических льдов с начала непрерывных космических наблюдений (1981 год), а в конце сентября «Сидзуку» зафиксировал рекордный годовой зимний максимум антарктического морского льда.

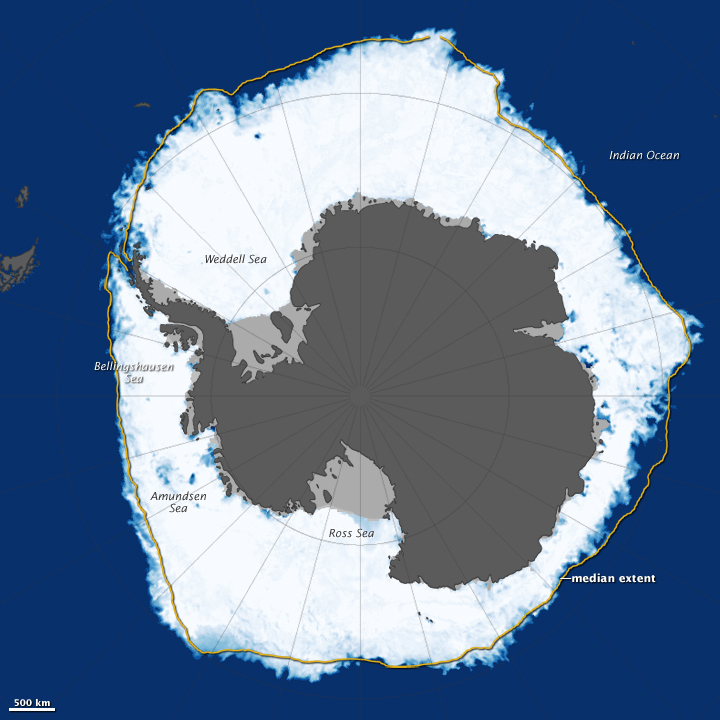
Максимум антарктических льдов, зафиксированный прибором AMSR-2 на борту «Сидзуку» в 2013 году

17 октября 2013 года команда проекта GCOM получила престижную премию Nikkei Global Environmental Technology Awards за выдающиеся достижения по глобальному наблюдению Земли космическим аппаратом «Сидзуку». В феврале 2014 года NOAA объявило о начале использования данных «Сидзуку» для наблюдения и исследования тропических циклонов. С октября 2015 года заработала система предоставления данных в реальном времени «JAXA Realtime Rainfall Watch». Данные предоставляются с четырёхчасовой задержкой, необходимой для обработки информации, поступающей со спутника. Для доступа достаточно регистрации на сайте службы предоставления информации данных «Сидзуку». 14 декабря 2015 года NASA объявило о прекращении работы космического аппарата Aqua, работавшего на орбите девять лет. С этого момента сканирующий радиометр AMSR—2 на борту «Сидзуки» остался единственным инструментом с подобной функциональностью, работающим на орбите. В мае 2017 года было объявлено, что несмотря на достижение планового срока работы, космический аппарат «Сидзуку» работает без замечаний и срок его эксплуатации продлевается до полной выработки ресурса.
12 июня 2017 года от шельфового ледника Ларсена (Антарктический полуостров, море Уэдделла) откололся айсберг площадью около 5800 км². Благодаря возможностям сканирующего радиометра AMSR—2 удалось наблюдать процесс образования гигантского айсберга в «квазиреальном времени» вне зависимости от времени суток и погодных условий.

## Устройство и научное оборудование
Спутник выполнен на стандартной платформе, которую специалисты JAXA называют среднеразмерной: габариты с раскрытыми солнечными батареями и антеннами 5,1×17,5×3,4 метра. Масса в начале полёта 1880 кг, включая 151 кг топлива. EPS — энергетическая система аппарата — выдавала в конце пятилетнего срока функционирования 4,05 кВт, вырабатываемых двумя солнечными батареями. EPS имеет двойное резервирование и должна обеспечивать функционирование спутника при выходе из строя одной солнечной батареи. Ёмкость аккумуляторов, обеспечивающих работу на затенённых участках орбиты, составляет 400 Ач.
Трёхосная ориентация обеспечивается с помощью четырёх маховиков, которые управляются инерциальным блоком IRU. IRU получает данные от блока GPS и звёздных датчиков.
Передачу данных «Сидзуку» производит в X-диапазоне 8245 МГц со скоростью 10 и 20 Мбит/с. Для приёма информации используются станции Свальбард (Норвегия), Кацуура и Цукуба (резервная) (обе Япония) и международная сеть станций прямого приёма. Управление аппаратом происходит по командной радиолинии в S-диапазоне.

### AMSR-2
Микроволновой сканирующий радиометр AMSR-2 (англ. Advanced Microwave Scanning Radiometer — 2) является целевой полезной нагрузкой «Сидзуку».
Целями наблюдения AMSR-2 являются характеристики осадков, концентрации водяного пара, температура поверхности моря, скорости ветра, влажности почвы и параметров снежного и ледового покрова. Для этого сканер измеряет микроволновое излучение на шести частотах от 6,9 до 89 ГГц с помощью параболической антенны диаметром 2 м и массой 250 кг, которая обеспечивает сканирование поверхности Земли в полосе шириной 1450 км (угол падения 55°) с периодом 1,5 сек. Принимаемый сигнал имеет вертикальную и горизонтальную поляризацию. Динамический диапазон измерения температуры — от 2,7 до 340 К. Разрешение составляет от 5 до 50 км, период обзора всей поверхности планеты составляет двое суток. На момент запуска параболическая антенна была самой большой подвижной антенной для наблюдения Земли.

## Комментарии
1. ↑  Использовался обтекатель 4/4D—LC; диаметр 4 м, длина 16 м